# Renault 21
Der Renault 21 (Typ 48) – kurz R21 – ist ein PKW des Herstellers Renault. Dieser wurde von Frühjahr 1986 bis Ende 1994 (Nevada bis Ende 1995) gebaut und ist ein Auto der Mittelklasse.

## Modellgeschichte
Den R21 gibt es in drei verschiedenen Karosserieversionen: Stufenheck, Schrägheck sowie Kombi.
Im März 1986 wurde zunächst die Stufenhecklimousine eingeführt. Die Kombi-Version wurde im Juni 1986 unter der Bezeichnung „Nevada“ auf den Markt gebracht. Zum Facelift der Baureihe im Mai 1989 erschien noch eine Schräghecklimousine.
Den R21 gab es in verschiedenen Ausführungen sowohl der Motorleistung als auch der Ausstattung.
Die GTS-Ausführung enthielt Servolenkung, elektrische Fensterheber und eine Infrarot-Zentralverriegelung.
In der ersten Modell-Generation waren gegen Aufpreis in den teureren Versionen (mit Längsmotor) ABS und Klimaanlage erhältlich.
- Heckansicht
- Renault 21 Nevada (1986–1989)
- Renault 21 Turbo (1987–1989)

Im Mai 1989 gab es ein Facelift, anlässlich dessen es neben einem modernisierten und runderen Aussehen auch diverse zusätzliche Ausstattungsvarianten gab. Es wurden beispielsweise ABS, Klimaanlage oder Klimaautomatik angeboten.

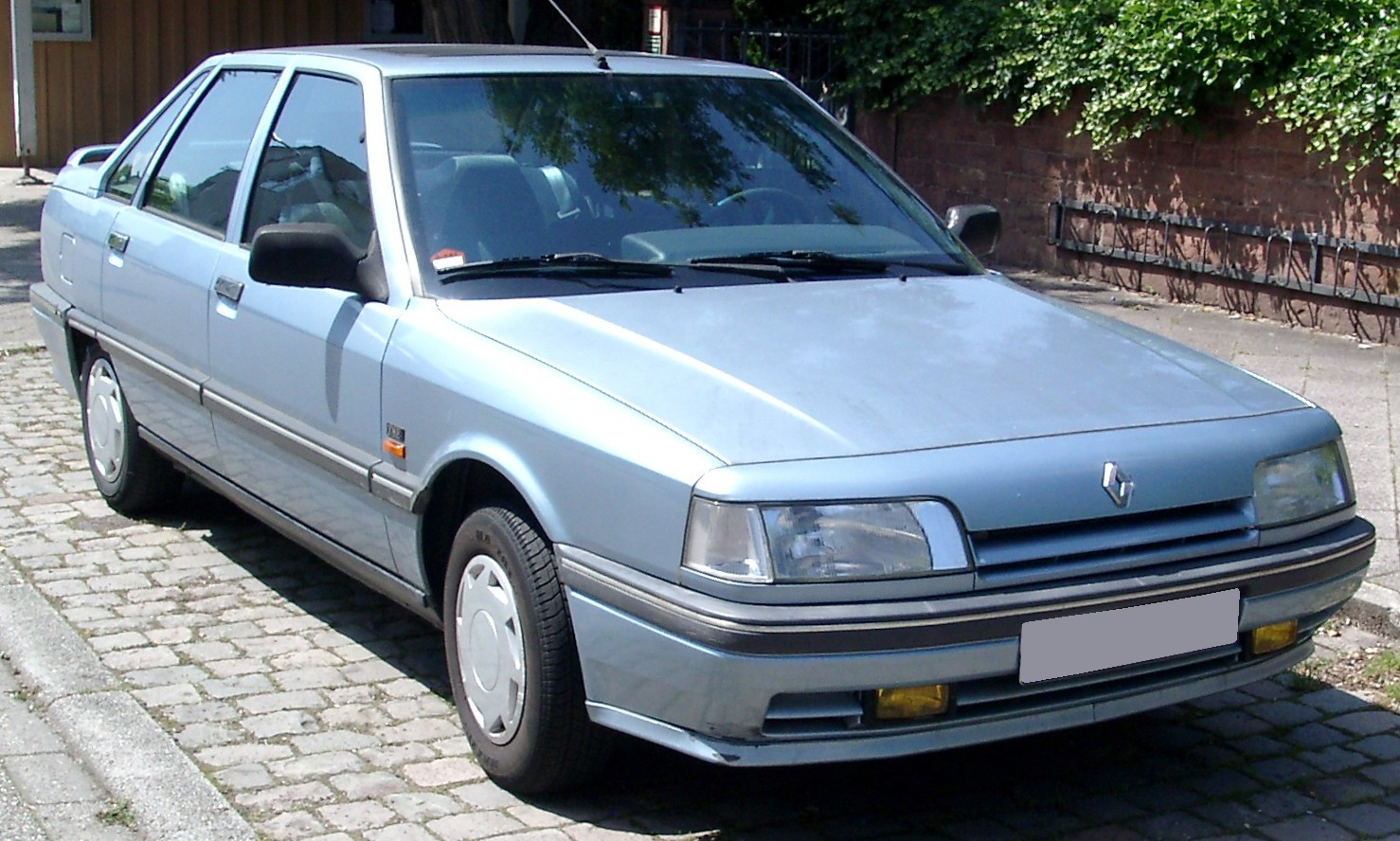
Renault 21 Stufenheck (1989–1994)

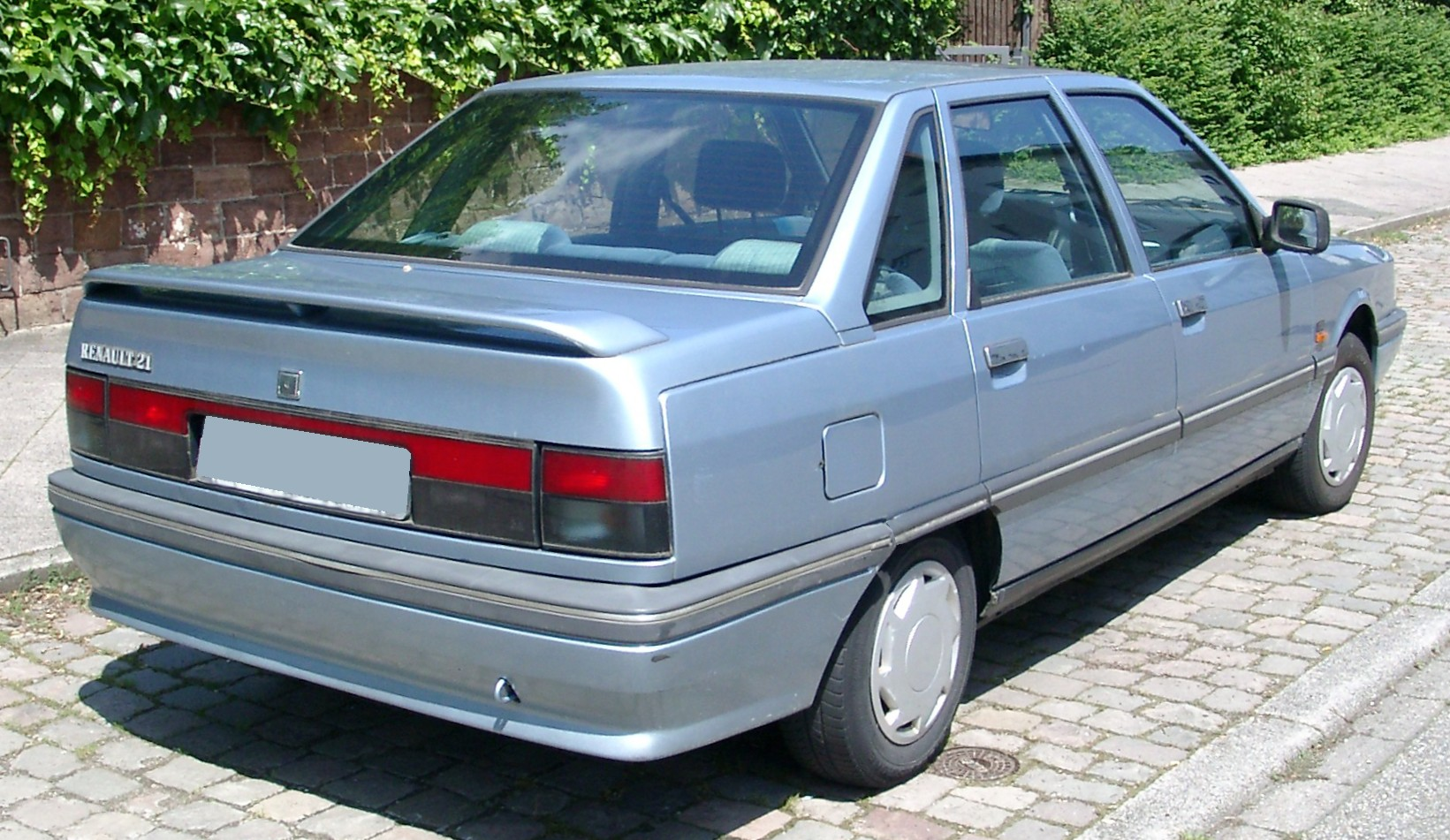
Heckansicht
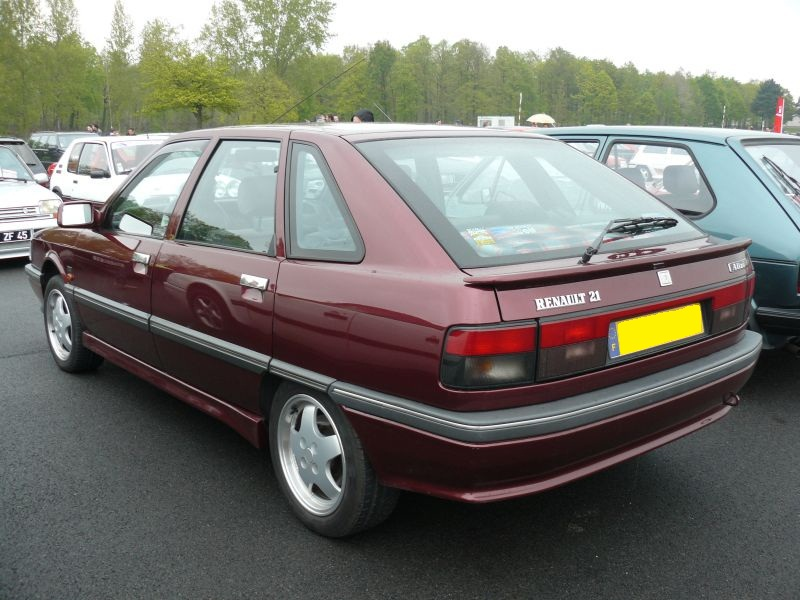
Renault 21 Schrägheck (1989–1993)
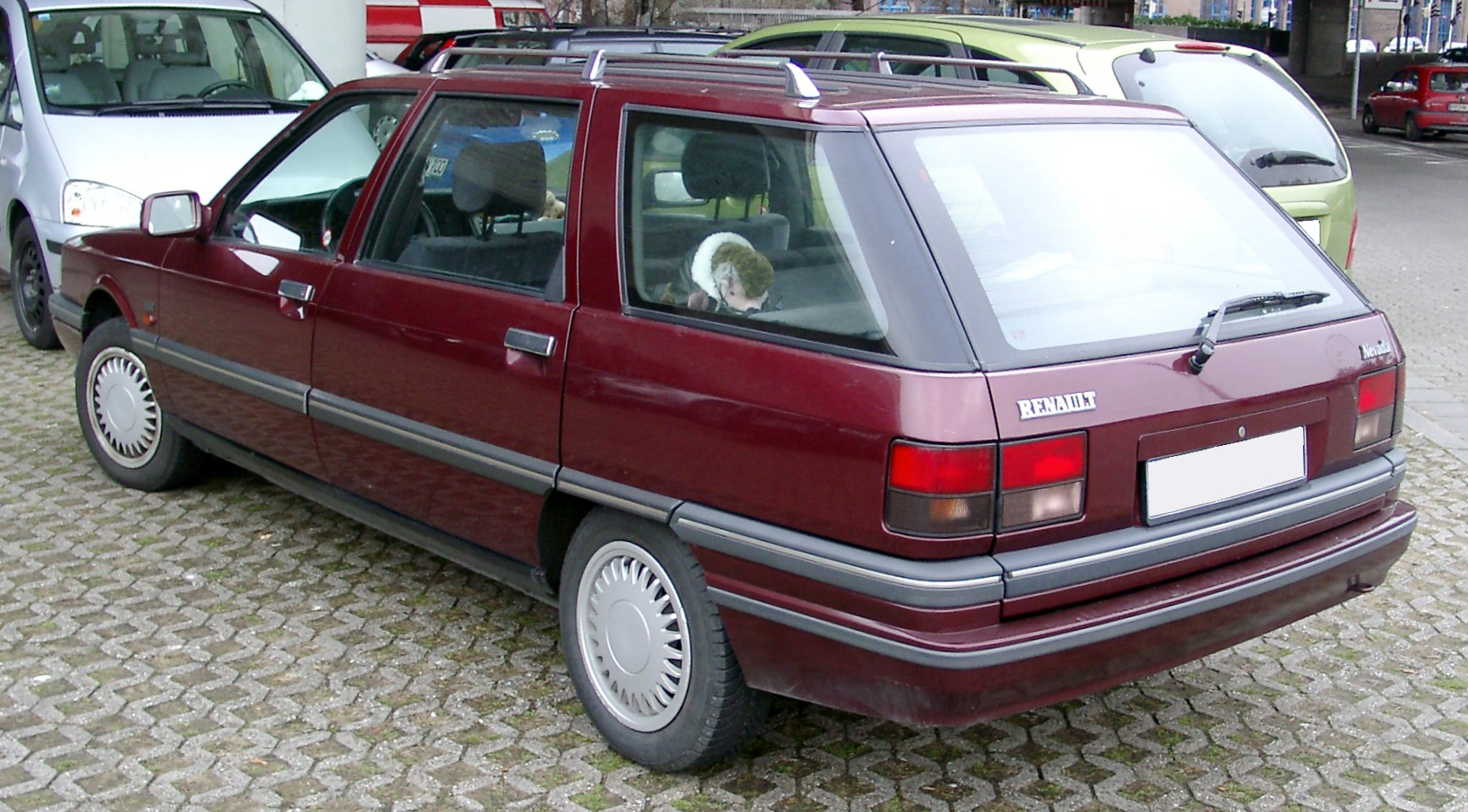
Renault 21 Nevada (1989–1995)
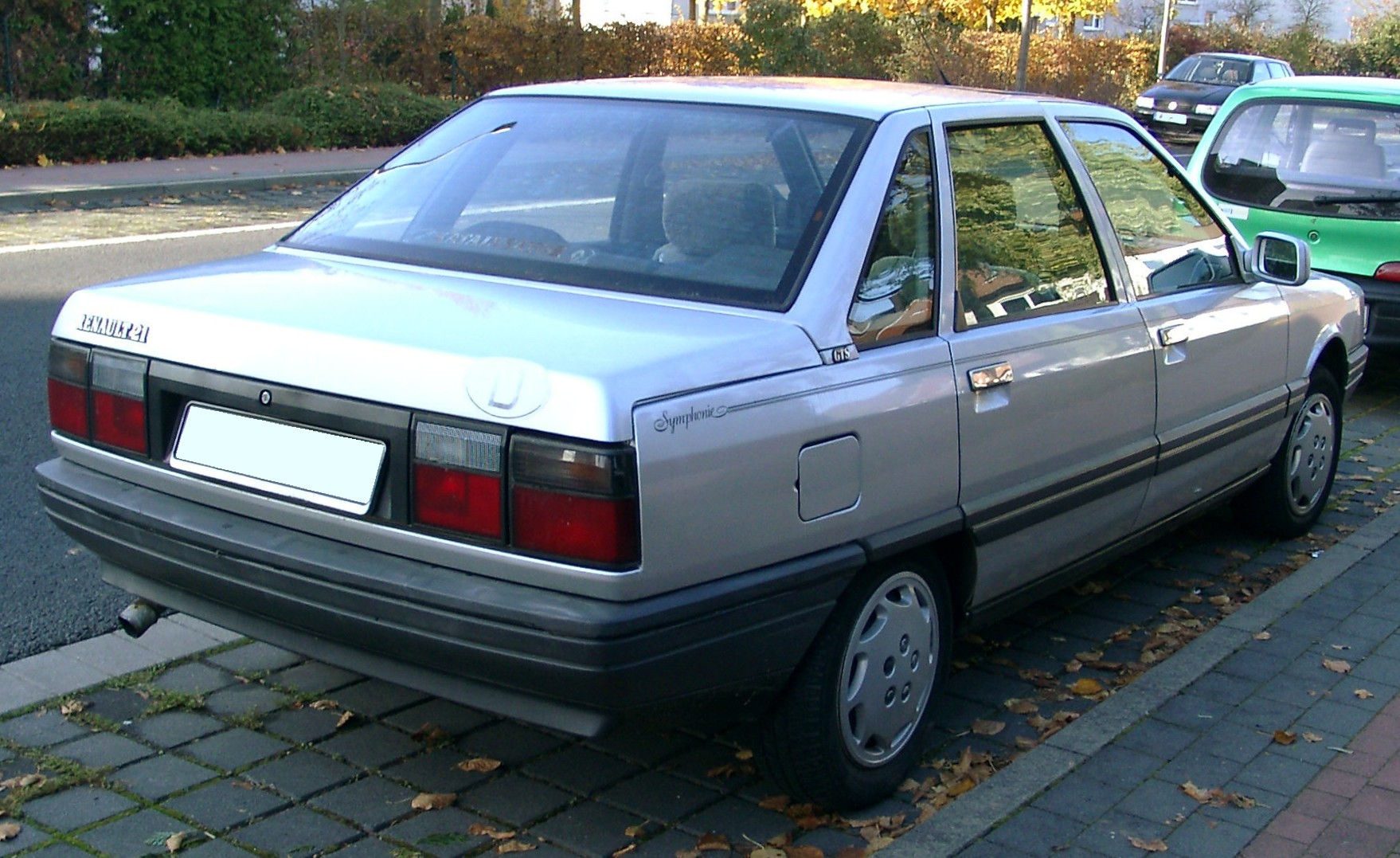
Heckansicht
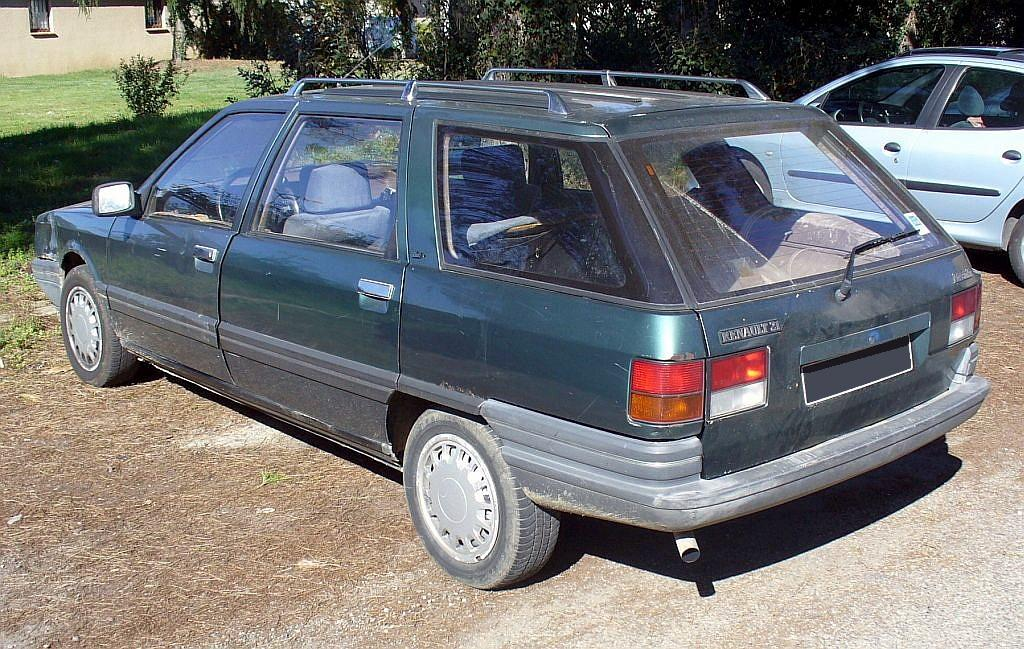
Renault 21 Schrägheck (1989–1993)
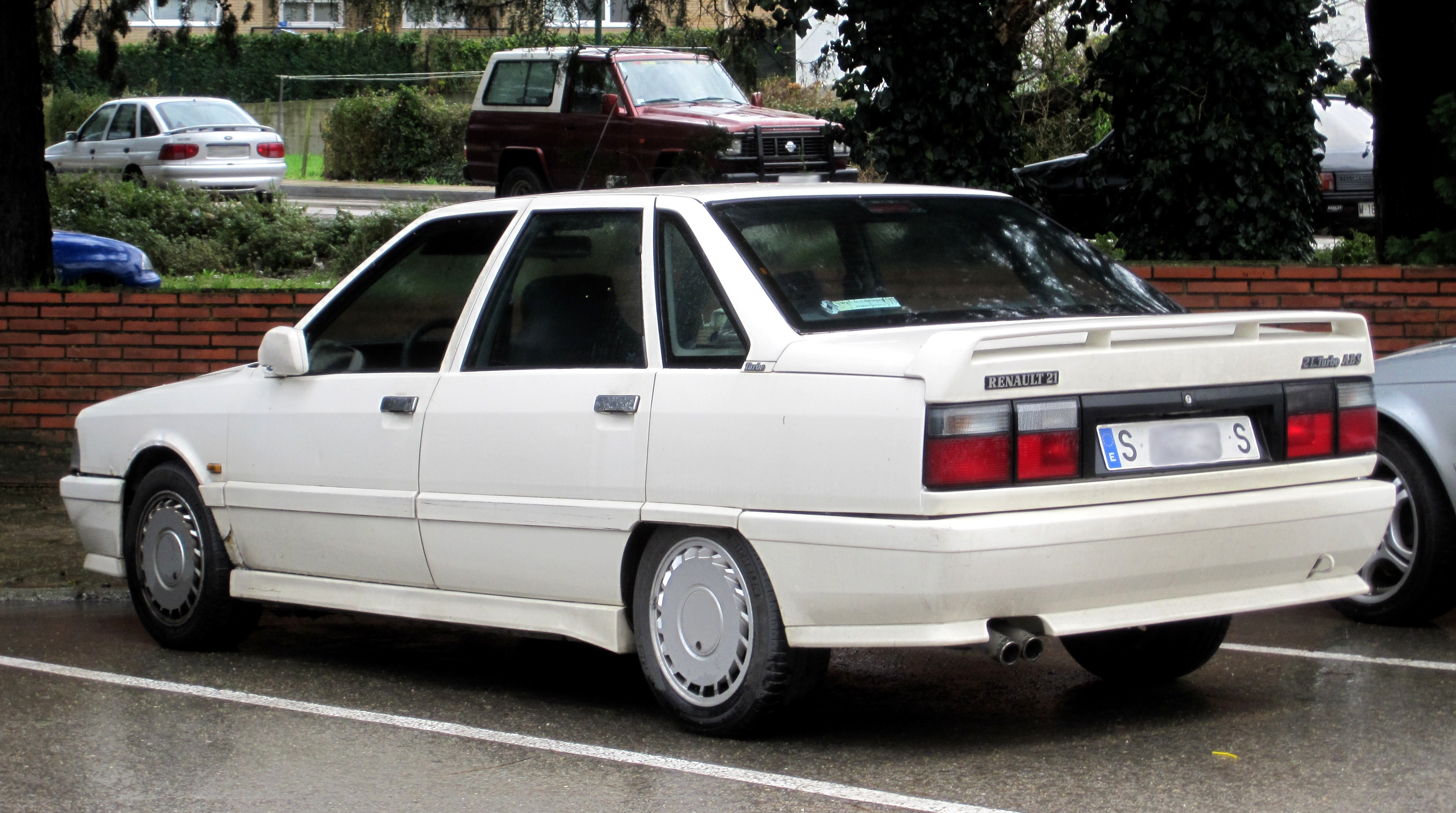
Renault 21 Nevada (1989–1995)

Die Schräghecklimousine wurde Anfang 1994 durch den Renault Laguna I abgelöst, während die Stufenheckversion Ende 1994 ersatzlos eingestellt wurde. Der Kombi wurde im Mai 1993 in Renault Nevada umbenannt und noch bis Ende 1995 gebaut.

## Modelldaten
| Modell         | Bauzeitraum             | Länge        | Breite       | Höhe         | Radstand     | Spurweite vorn | Spurweite hinten |
| -------------- | ----------------------- | ------------ | ------------ | ------------ | ------------ | -------------- | ---------------- |
| Stufenheck     | März 1986–Dezember 1994 | 4462–4465 mm | 1706–1715 mm | 1414 mm      | 2600–2659 mm | 1429–1455 mm   | 1402–1406 mm     |
| Schrägheck     | Mai 1989–Dezember 1993  | 4461 mm      | 1726 mm      | 1390–1425 mm | 2600–2659 mm | 1435–1454 mm   | 1400–1423 mm     |
| Kombi (Nevada) | Juni 1986–Dezember 1995 | 4693 mm      | 1726 mm      | 1421–1450 mm | 2744–2809 mm | 1430–1454 mm   | 1400–1423 mm     |

1. ↑  Von Ende 1994 bis Ende 1995 als Renault Nevada vermarktet.

## Technische Daten

### Ottomotoren
| Modell       | Zylinder/ Ventile | Hubraum  | Max. Leistung                | Max. Drehmoment     | Motorkennung | Gemischaufbereitung | Katalysator | 0–100 km/h | Vmax     | Bauzeitraum     |
| ------------ | ----------------- | -------- | ---------------------------- | ------------------- | ------------ | ------------------- | ----------- | ---------- | -------- | --------------- |
| TL, GTL      | 4/8               | 1397 cm³ | 51 kW (69 PS) bei 5250/min   | 106 Nm bei 3000/min | C2J 770      | Vergaser            | Nein        |            |          | 06/1988–10/1993 |
| TL, GTL      | 4/8               | 1721 cm³ | 55 kW (75 PS) bei 5000/min   | 125 Nm bei 3250/min | F2N 712      | Vergaser            | Nein        | 12,0 s     | 173 km/h | 03/1986–12/1987 |
| TL, GTL      | 4/8               | 1721 cm³ | 54 kW (73 PS) bei 5000/min   | 127 Nm bei 2750/min | F3N 726      | Einspritzung        | Ja          | 12,5 s     | 172 km/h | 07/1986–02/1994 |
| TS, GTS, TSE | 4/8               | 1721 cm³ | 68 kW (92 PS) bei 5750/min   | 138 Nm bei 3000/min | F2N 710      | Vergaser            | Nein        | 10,7 s     | 185 km/h | 03/1986–03/1993 |
| TS, GTS, TSE | 4/8               | 1721 cm³ | 69 kW (94 PS) bei 5200/min   | 143 Nm bei 3000/min | F3N 722/723  | Einspritzung        | Ja          | 10,7 s     | 185 km/h | 03/1986–02/1994 |
| TS, GTS, TSE | 4/8               | 1721 cm³ | 66 kW (90 PS) bei 5250/min   | 140 Nm bei 3000/min | F3N 722/723  | Einspritzung        | Ja          |            |          | 09/1989–12/1995 |
| GTX, TXE     | 4/8               | 1995 cm³ | 88 kW (120 PS) bei 5500/min  | 168 Nm bei 4500/min | J7R 746/747  | Einspritzung        | Nein        | 9,7 s      | 200 km/h | 03/1986–12/1993 |
| GTX, TXE     | 4/8               | 2165 cm³ | 79 kW (107 PS) bei 5000/min  | 169 Nm bei 3500/min | J7T 754/755  | Einspritzung        | Ja          | 9,9 s      | 192 km/h | 07/1986–12/1995 |
| TXI, RTi     | 4/12              | 1995 cm³ | 103 kW (140 PS) bei 6000/min | 176 Nm bei 4300/min | J7R          | Einspritzung        | Nein        |            |          | k. A.           |
| TXI, RTi     | 4/12              | 1995 cm³ | 99 kW (135 PS) bei 6000/min  | 174 Nm bei 4300/min | J7R 740      | Einspritzung        | Ja          | 9,6 s      | 203 km/h | 02/1990–12/1995 |
| Turbo        | 4/8               | 1995 cm³ | 129 kW (175 PS) bei 5200/min | 270 Nm bei 3000/min | J7R 752      | Einspritzung        | Nein        | 7,4 s      | 227 km/h | 04/1987–10/1993 |
| Turbo        | 4/8               | 1995 cm³ | 119 kW (162 PS) bei 5500/min | 260 Nm bei 3000/min | J7R 756      | Einspritzung        | Ja          | 8,1 s      | 222 km/h | 02/1990–10/1992 |

### Dieselmotoren
| Modell            | Zylinder/ Ventile | Hubraum  | Max. Leistung              | Max. Drehmoment     | Motorkennung | Gemischaufbereitung      | Katalysator | 0–100 km/h | Vmax     | Bauzeitraum     |
| ----------------- | ----------------- | -------- | -------------------------- | ------------------- | ------------ | ------------------------ | ----------- | ---------- | -------- | --------------- |
| SD, GSD           | 4/8               | 1870 cm³ | 47 kW (64 PS) bei 4500/min | 118 Nm bei 2250/min | F8Q          | Wirbelkammereinspritzung | Nein        | 16,0 s     | 155 km/h | 08/1989–10/1993 |
| TD, GTD           | 4/8               | 2068 cm³ | 53 kW (72 PS) bei 4500/min | 139 Nm bei 2250/min | J8S          | Wirbelkammereinspritzung | Nein        | 15,1 s     | 170 km/h | 05/1989–12/1995 |
| Turbo D, Turbo DX | 4/8               | 2068 cm³ | 65 kW (88 PS) bei 4250/min | 184 Nm bei 2000/min | J8S          | Wirbelkammereinspritzung | Nein        | 11,8 s     | 177 km/h | 03/1986–12/1995 |

## Besonderes
Der Renault 21 hat eine bemerkenswerte Karosseriestruktur. Das Auto wiegt nur etwa 1050 kg und bestand dennoch 1987 die damaligen US-Crashnormen. Der Renault 21 wurde in den USA von Chrysler als Eagle Medallion verkauft. In der Karosserie befinden sich Verstärkungen aus Leichtmetalllegierungen, der Motorblock ruht gummigelagert auf dem großen Achsträger, der als Hilfsrahmen in die Struktur eingebunden ist. Für die Seitenstabilität wurde mit zwei Querträgern im Wagenboden gesorgt.
Außerdem ist der R21 in vielen Karosserievarianten gebaut worden. Wirklich einzigartig machten den Renault 21 jedoch die zwei verschiedenen Einbaulagen des Motors und u. a. hieraus resultierend drei verschiedenen Radstände. Die verfügbaren Getriebe erlaubten für die kleineren Benzinmotoren mit 1397 cm³ und 1721 cm³ nur den Quereinbau, für die Benzinmotoren mit 1995 cm³ und 2165 cm³ sowie den Dieselmotoren nur den Längseinbau. Längs eingebaute Motoren bedingten bei der Limousine einen kürzeren Radstand von 2600 mm, erkennbar an den vorderen Kotflügeln; Das Rad hat hier einen geringeren Abstand zur vorderen Tür als bei den Quermotorvarianten mit 2659 mm Radstand. Die R21 Nevada genannte, verlängerte Kombivariante wies unabhängig von der Motorvariante bzw. Einbauposition einen einheitlichen Radstand auf (je nach Quelle 2809 bzw. 2810 mm). Einige Modelle wurden mit Allradantrieb angeboten.
Den R 21 Nevada gab es auch mit 7 Sitzen.

## Motorsport
1988 gewann der Franzose Jean Ragnotti im Renault 21 Turbo Superproduction die Französische Tourenwagenmeisterschaft (Championnat de France de Supertourisme). Das allradgetriebene Fahrzeug leistete 316 kW (430 PS) hatte eine Antriebswelle aus kohlenstofffaserverstärktem Kunststoff. In der zehn Rennen umfassenden Saison gewann Renault sechs Rennen.